# Nazionale maschile di rugby a 15 delle Isole Cayman
La nazionale di rugby XV delle Isole Cayman è inclusa nel terzo livello del rugby internazionale.